# Francesco Cossiga
Francesco Cossiga, född 26 juli 1928 i Sassari, Sardinien, död 17 augusti 2010 i Rom, var en italiensk kristdemokratisk politiker. Han var Italiens president från 1985 till 1992.

## Biografi
Cossiga påbörjade sin politiska karriär under andra världskriget, och var flera gånger varit minister för italienska kristdemokraternas räkning. 

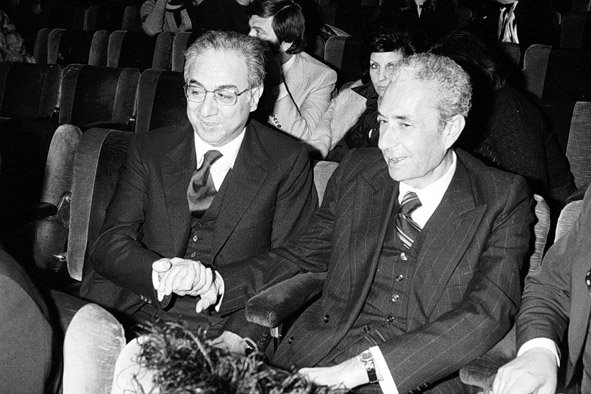
Francesco Cossiga och Aldo Moro.

Den 13 mars 1978 utnämndes Cossiga till inrikesminister för tredje gången, denna gång i Giulio Andreottis fjärde kabinett. Tre dagar senare kidnappades den tidigare premiärministern Aldo Moro. Moros döda kropp påträffades den 9 maj 1978; dagen därpå avgick Cossiga som inrikesminister.
Cossiga var premiärminister augusti 1979 – oktober 1980. År 1991 utnämndes han till hedersdoktor vid Islands universitet.
Cossiga avled den 17 augusti 2010 efter en kort tids sjukdom.

## Utmärkelser
- 7 november 1987-orden,  1987
- Storkedja av Henrik Sjöfararens orden,  22 mars 1990[15]
- Storkors av Bathorden,  23 oktober 1990[16]
- Hedersdoktor vid Islands universitet,  4 maj 1991[17]
- Lagun Onari,  2001
- Folkrepubliken Ungerns flaggorden
- Storkors av Storbritanniska Johanniterorden
- Kungliga Serafimerorden
- Storkors av Hederslegionen
- Bolivars bysts orden
- Italiens arbetsförtjänstorden
- Qatars självständighetskedja
- Egyptens förtjänstorden
- Sikatunaorden
- Al-Hussein orden
- Storkors av Republiken Polens förtjänstorden
- Förbundsrepubliken Tysklands förtjänstorden - storkors av särskilda klassen
- Sloveniens frihetsorden
- Förbundsrepubliken Tysklands förtjänstorden - storkors
- Storkorsriddare av Republiken Italiens förtjänstorden
- Kung Tomislavs stororden
- Storkorset av Ekkronans orden
- Storkorsriddare med kedja av Republiken Italiens förtjänstorden
- Riddare med storkors av Sankt Mikaels och Sankt Georgsorden
- Storkors av Dannebrogorden
- Storkorset av Oranien-Nassauorden
- Kommendör med stjärna av Polonia Restituta
- Storkors med kedja av Södra korsets orden
- Hedersdoktor vid Navarras universitet

[Redigera Wikidata]